# Поликсени Битолска
Поликсени (на гръцки: Πολυξένη) e гръцка учителка и деятелка на Гръцката въоръжена пропаганда.

## Биография
Родена е в южномакедонския град Битоля, тогава в Османската империя в гъркоманско семейство. Родителите и братята ѝ са убити от български революционни дейци. Поликсени завършва Битолското гръцко девическо училище, издържана от Илия Ковачев (Илияс Ковадзидис) от Биглища. След завършване на образованието си става гръцка учителка в Костурско и развива широка гръцка просветна и революционна дейност, заради която е изгорена от български дейци в една плевня. Когато съобщават за събитието на водача на гръцките чети в Западна Македония Павлос Мелас, той казва „Имат право тези, които искат отмъщение“.